# Зелена Долина (Калінінградська область)
Зелена Долина (рос. Зелёная Долина) — селище Черняховського району, Калінінградської області Росії. Входить до складу Калузького сільського поселення.
Населення —  4 особи (2015 рік). 

## Населення
| 2002 | 2010 |
| ---- | ---- |
| 5    | ↘4   |